# ناديه تورنر
ناديه تورنر (بالإنجليزية: Nadia Turner)‏ هي مغنية وممثلة أمريكية، ولدت في 11 يناير 1977 في ميامي في الولايات المتحدة.

## وصلات خارجية
- ناديه تورنر على موقع IMDb (الإنجليزية)
- ناديه تورنر على موقع ميوزك برينز (الإنجليزية)
- ناديه تورنر على موقع قاعدة بيانات الفيلم (الإنجليزية)